# Rugat
Rugat és un municipi del País Valencià situat a la comarca de la Vall d'Albaida.

## Geografia
El municipi se situa al sud-est de la comarca de la Vall d'Albaida i presenta un perímetre de forma allargada de nord a sud. A l'extrem meridional s'eleven algunes muntanyes de la Serra de Benicadell, amb altures superiors als 400 msnm. El centre del terme constituïx una plana al·luvial formada pels arrossegaments dels barrancs de Llopis i del Llop, que donen lloc a les poques hortes que té la població. La meitat septentrional torna a ser accidentada per suaus tossals coberts de vinyes, entre les quals destaquen el tossal de Rugat i les llomes d'Arnet i l'Alberón. A l'extrem nord l'altitud torna a disminuir a la Foia del Peu i en Els Fondons, travessat pel barranc del mateix nom. També ací predominen les vinyes.
Rugat té un clima mediterrani.
Des de València, s'arriba a la localitat a través de la A-7 per a enllaçar amb la CV-40 i la CV-60 i finalitzar a la CV-619.

### Localitats limítrofes
El terme municipal de Rugat limita amb les localitats d'Aielo de Rugat i Castelló de Rugat, ambdues de la Vall d'Albaida.

## Història
Hi havia una fortalesa islàmica i diverses alqueries als seus orígens. Fins a mitjan segle xiv va pertànyer a la corona. Després passà al Monestir de Santa Maria de la Valldigna i esdevingué centre de la Baronia de Rugat.

## Alcaldia
Des de 2011 l'alcalde de Rugat és Jordi Escrivà Garcia del Partit Popular (PP).
| Període                       | Alcalde o alcaldessa     | Partit polític | Data de possessió | Observacions |
| ----------------------------- | ------------------------ | -------------- | ----------------- | ------------ |
| 1979–1983                     | Vicente Santandreu Langa | UCD            | 19/04/1979        | --           |
| 1983–1987                     | Vicente Santandreu Langa | IND            | 28/05/1983        | --           |
| 1987–1991                     | Vicente Santandreu Langa | AP             | 30/06/1987        | --           |
| 1991–1995                     | Vicente Santandreu Langa | PP             | 15/06/1991        | --           |
| 1995–1999                     | Vicente Santandreu Langa | PP             | 17/06/1995        | --           |
| 1999–2003                     | Raúl Martínez Fuster     | PSPV-PSOE      | 03/07/1999        | --           |
| 2003–2007                     | Raúl Martínez Fuster     | PSPV-PSOE      | 14/06/2003        | --           |
| 2007–2011                     | Rosa Martínez Garcia     | PP             | 16/06/2007        | --           |
| 2011–2015                     | Jordi Escrivà Garcia     | PP             | 11/06/2011        | --           |
| 2015–2019                     | Jordi Escrivà Garcia     | PP             | 13/06/2015        | --           |
| 2019-2023                     | Jordi Escrivà Garcia     | PP             | 15/06/2019        | --           |
| Des de 2023                   | n/d                      | n/d            | 17/06/2023        | --           |
| Fonts: Generalitat Valenciana |                          |                |                   |              |

## Demografia
| 1990 | 1992 | 1994 | 1996 | 1998 | 2000 | 2002 | 2004 | 2005 | 2012 |
| ---- | ---- | ---- | ---- | ---- | ---- | ---- | ---- | ---- | ---- |
| 198  | 195  | 194  | 199  | 194  | 207  | 200  | 196  | 186  | 193  |

## Economia
Antigament, la seua economia descansava fonamentalment en la riquesa agrícola, sent la vinya el cultiu més estés. En l'actualitat la vinya ha donat pas als arbres fruiters, com ara els tarongers, i hortalisses. Havent-se transformat gran part del secà en regadiu gota a gota. Encara que l'agricultura és encara un important factor de l'economia, cada vegada tenen més importància la indústria (ceràmica en poblacions limítrofes) i sobretot el sector terciari (turisme rural), ja que malgrat ser una localitat xicoteta, Rugat disposa d'un càmping amb un llac, un hotel rural, i tres restaurants.
La ramaderia hi té poca importància.

## Monuments

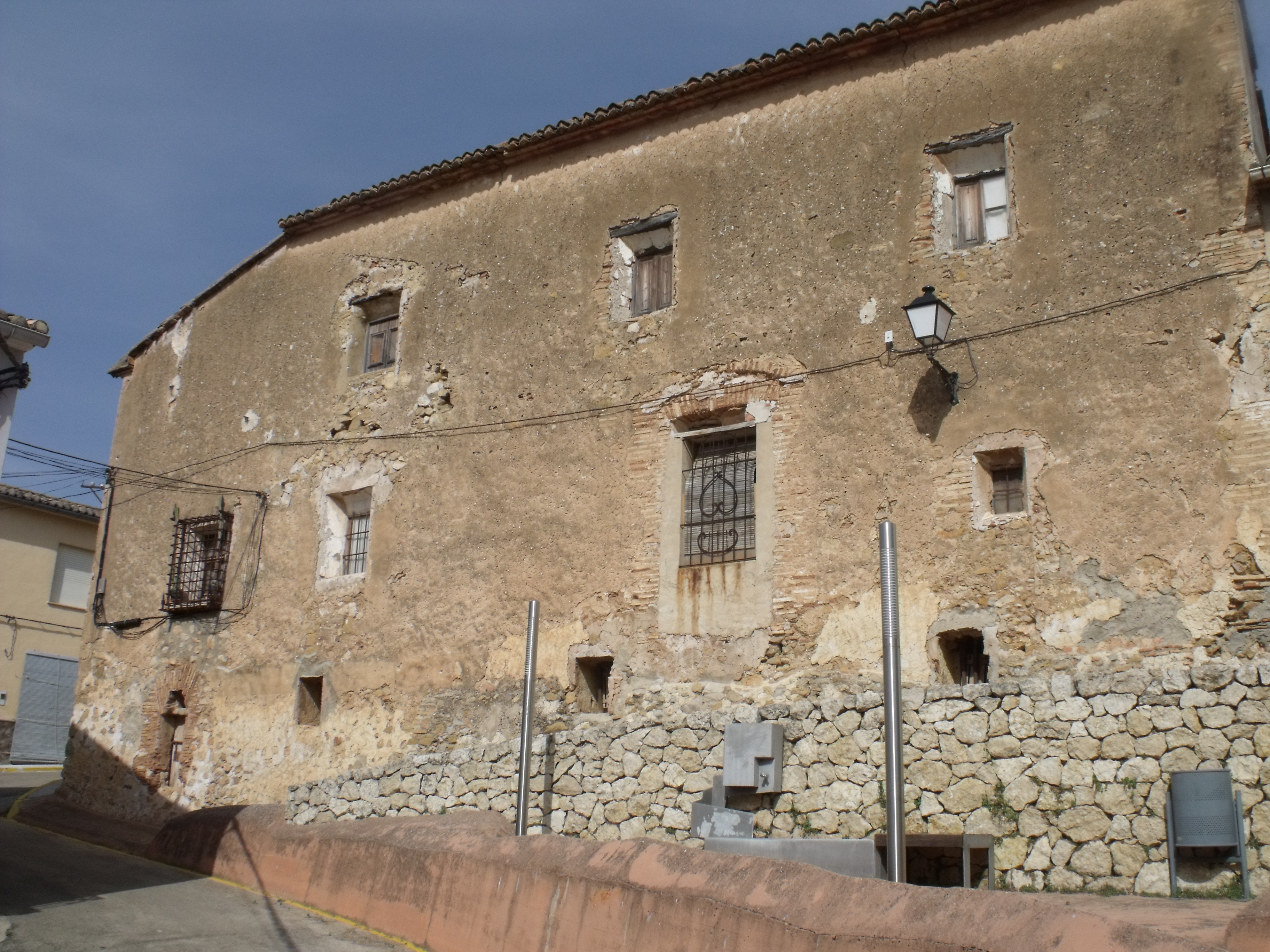
Palau de Rugat

- Palau de Rugat. segle xiv. Manté la forma original, el celler i la presó al soterrani, la cuina vella a la planta baixa, i al pis superior es guarda l'antiga andana per a la cria del cuc de seda.

- Església Parroquial. (segle xiv). Estil renaixentista. Té dues naus que semblen ser les restes d'una església anterior a la qual es va afegir una nau paral·lela per a ampliar les dimensions del temple. Destaca en l'interior el retaule renaixentista de dotze taules, dedicat a la Verge de la Gràcia, obra de Nicolau Borràs (alumne de Joan de Joanes) de la fi del segle xvi, concebut per al monestir de la Valldigna.

## Festes locals
- Festes Patronals. Rugat celebra les festes majors des de l'últim dijous del mes i es perllonguen fins dissabte, en honor de Sant Bernat, el Crist dels Prodigis i la Divina Aurora.